# Emor shalom
Chansons représentant Israël au Concours Eurovision de la chanson
At va'ani
(1975) Ahava hi shir leshnayim (he)
(1977)
Emor shalom (en alphabet hébreu : אמור שלום, en français Dis Bonjour) est la chanson représentant Israël au Concours Eurovision de la chanson 1976 à La Haye, aux Pays-Bas. Elle est interprétée par Chocolate, Menta, Mastik.

## Sélection
Le radiodiffuseur israélien, l'Autorité de radiodiffusion d'Israël (IBA, Israel Broadcasting Authority ou רָשׁוּת השׁידוּר, Rashùt ha-shidúr), choisit en interne l'artiste et la chanson représentant Israël au Concours Eurovision de la chanson 1976.
Lors de cette sélection, c'est la chanson Emor shalom, écrite par Ehud Manor, composée par Matti Caspi, et interprétée par Chocolate, Menta, Mastik, qui fut choisie. Le chef d'orchestre sélectionné est Matti Caspi.
La chanson est racontée du point de vue d’une femme appelant à un homme comme amant. Elle lui dit « je suis seule depuis presque trente ans » et lui dit que « je suis toujours là alors viens dire bonjour, dis bonjour ». Les mots peuvent également être interprétés dans un contexte politique : ils peuvent être attribués à l’État d’Israël appelant à la paix avec les pays arabes. L'État d'Israël, créé en 1948, avait 28 ans en 1976, ce qui est lié aux mots « Je suis seul depuis près de trente ans ». Autre signification : depuis son indépendance, Israël est isolé au Moyen-Orient et entouré de tous côtés par des pays hostiles (l'Égypte et la Jordanie n'ont signé des accords de paix avec Israël qu'en 1979 et 1994).

## Eurovision
La chanson est la quatrième de la soirée, suivant Sing Sang Song interprétée par Les Humphries Singers pour l'Allemagne et précédant Chansons pour ceux qui s'aiment interprétée par Jürgen Marcus pour le Luxembourg.
La chanson obtient 77 points et se classe 6e des dix-huit participants.

### Points attribués à Israël
| 12 points  | 10 points | 8 points                 | 7 points                       | 6 points                 |
| ---------- | --------- | ------------------------ | ------------------------------ | ------------------------ |
|            | - Italie  | - Finlande - Yougoslavie | - Luxembourg - Norvège - Suède | - Autriche - Royaume-Uni |
| 5 points   | 4 points  | 3 points                 | 2 points                       | 1 point                  |
| - Belgique | - Irlande | - Allemagne              | - Pays-Bas - Portugal          | - Monaco - Suisse        |